# Heimsbrunn
Heimsbrunn is een gemeente in het Franse departement Haut-Rhin in de regio Grand Est. De gemeente maakt deel uit van het arrondissement Mulhouse en sinds 22 maart 2015, toen het kanton Mulhouse-Sud waar Heimsbrunn deel van uitmaakte werd opgeheven, van het kanton Kingersheim. Heimsbrunn telde op 1 januari 2022 1.325 inwoners.

## Geografie
De oppervlakte van Heimsbrunn bedroeg op 1 januari 2022 10,59 vierkante kilometer; de bevolkingsdichtheid was toen 125,1 inwoners per km².

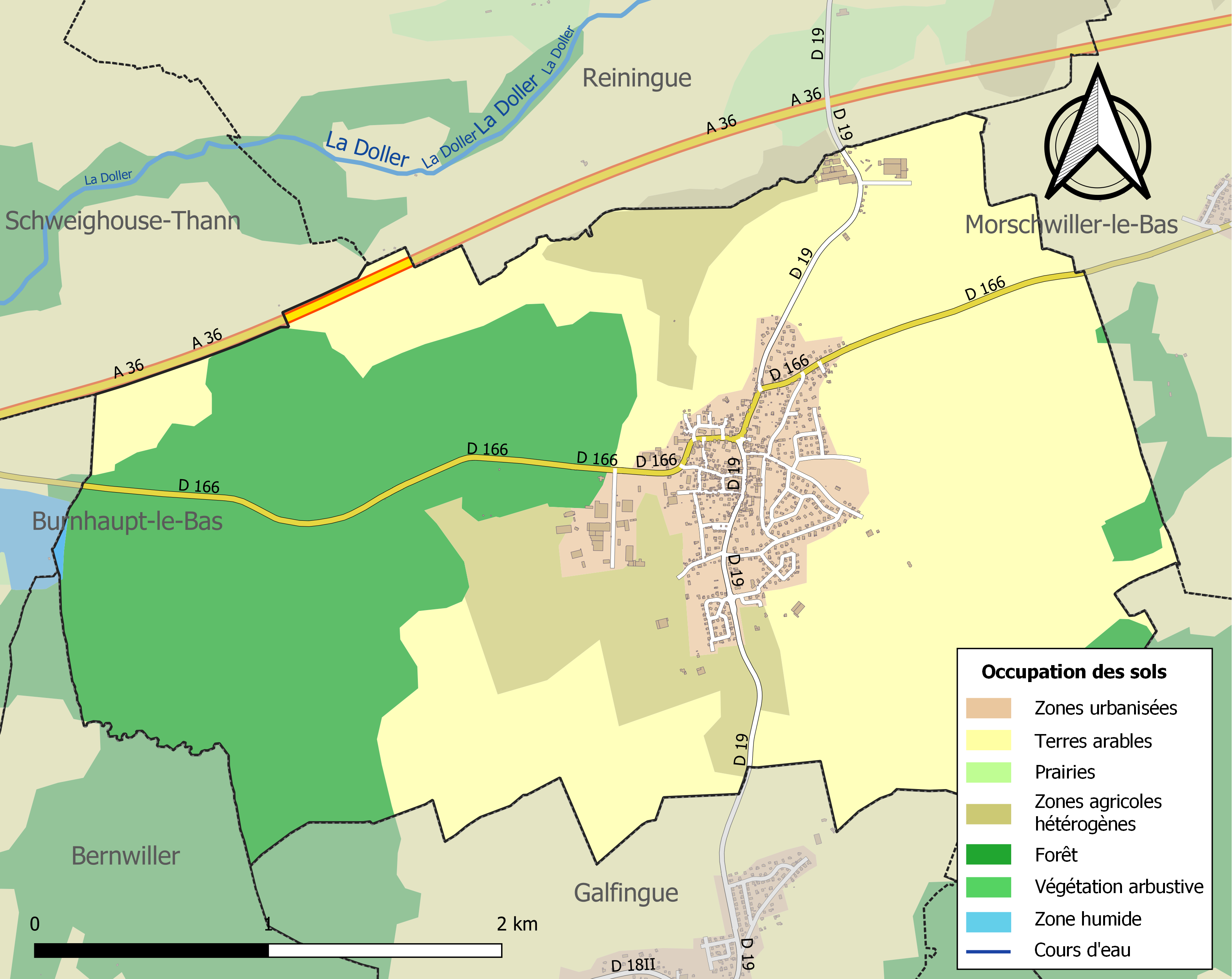
Kaart van de gemeente met de belangrijkste infrastructuur, bodemgebruik en omliggende gemeenten

## Demografie
Onderstaande figuur toont het verloop van het inwonertal (bron: INSEE-tellingen).